# Kenji Kodama

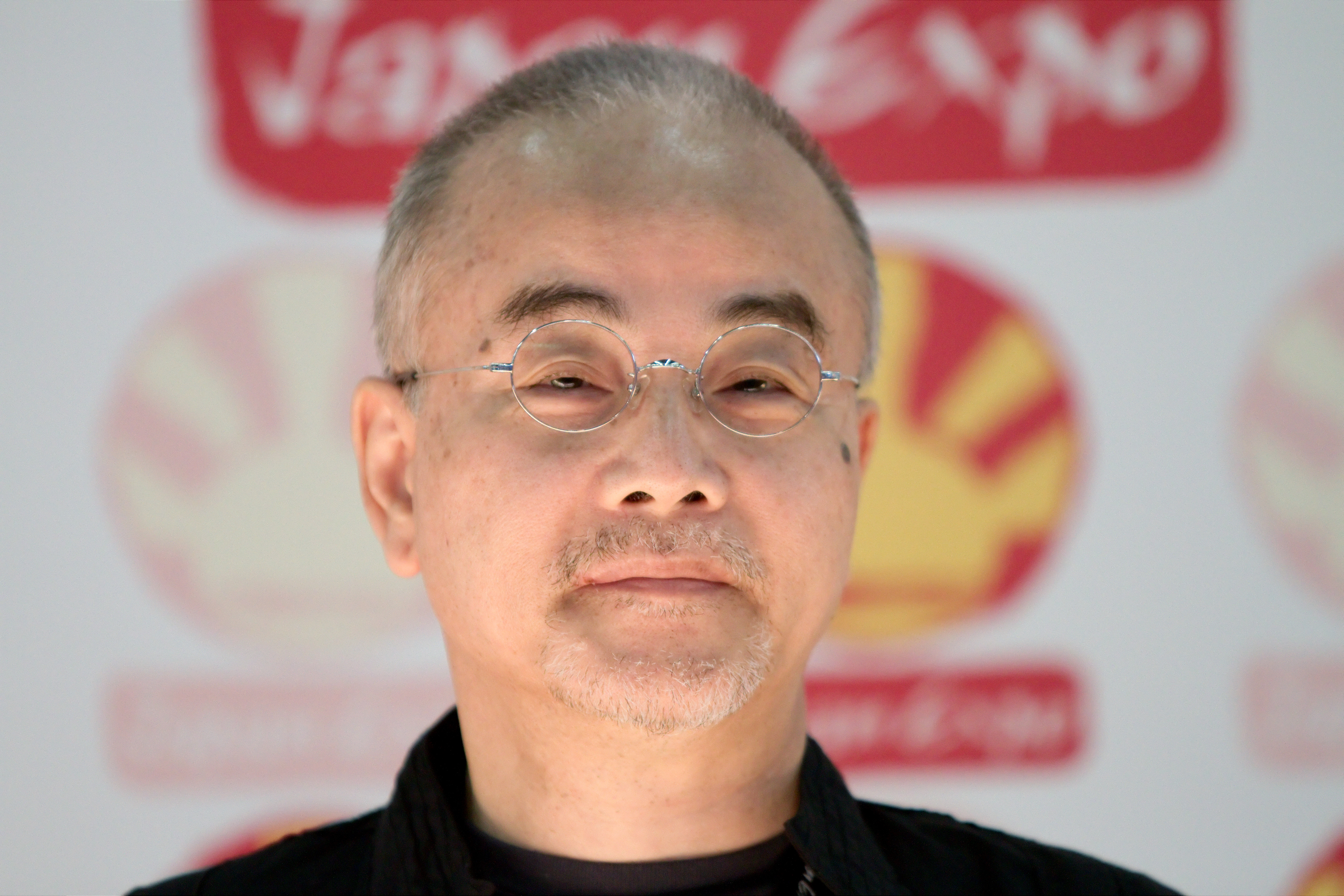
Kenji Kodama

Kenji Kodama (こだま兼嗣?, Kodama Kenji, vero nome 児玉兼嗣, Kodama Kanetsugo; 13 dicembre 1949) è un regista giapponese.

## Serie per cui ha lavorato
- Bug tte Honey: come "regista degli episodi"
- Cat's Eye: "regista della seconda serie"
- Sensei no ojikan: "animatore (episodio 2)"
- Great Teacher Onizuka: come "animatore"
- Kekkaishi: come "regista"
- Le nuove avventure di Lupin III: come "disegnatore dei personaggi"
- Lupin, l'incorreggibile Lupin: come "creatore degli storyboard" e "direttore della fotografia"
- Magikano: come "creatore dei testi"
- Nello e Patrasche: come "regista"
- Watashi to Watashi: Futari no Lotte: come "regista"
- City Hunter: come "regista"
- City Hunter Special: Amore, destino e una 357 Magnum: come "regista"
- City Hunter Special: Guerra al Bay City Hotel: come "regista"
- City Hunter Special: Un complotto da un milione di dollari: come "regista"
- City Hunter Special: Servizi segreti: come "regista"
- Detective Conan: come "regista"
- Detective Conan: Fino alla fine del tempo: come "regista"
- Detective Conan: L'asso di picche: come "regista"
- Detective Conan: L'ultimo mago del secolo: come "regista"
- Detective Conan: Solo nei suoi occhi: come "regista"
- Detective Conan: Trappola di cristallo: come "regista"
- Detective Conan: Il fantasma di Baker Street: come "regista"
- Detective Conan: La mappa del mistero: come "regista"
- Seimei Aru Kagiri Aishite: come "regista"
- Caccia al tesoro con Montana
- City Hunter: Private Eyes: come "regista"
- City Hunter The Movie: Angel Dust: come "direttore generale"